# Guy Razanamasy
Guy Willy Razanamasy, född 19 december 1928, död 17 maj 2011, var regeringschef på Madagaskar från den 8 augusti 1991 till den 9 augusti 1993.